# 로제타 스톤
로제타 스톤(Rosetta Stone)은 Rosetta Stone, Ltd에서 만든 외국어 학습 소프트웨어(software)이다. 로제타 스톤의 이름과 로고는 로제타 돌에서 따왔다.
로제타 스톤을 듀오링고처럼 스마트폰에서 실행할 수 있다.

## 동적 몰입
동적 몰입(다이나믹 이머션)은 3개의 중단위와 1개의 테스트 단계가 있다.
먼저 말하기 학습에서는 학습자에게 4개의 사진을 보여준 후 학습시키고, 한 사진을 원어민이 발음을 들려준다. 그리고 어떤 사진인지 맞히도록 한다. 그런 후 학습자는 올바로 묘사된 사진을 고른다. 또는, 어떤 주어진 단어나 문자를 듣고 반복하여 말하게끔 한다.
쓰기 학습에서는 화면 내에 키보드가 있는 형태로 쓰게 한다. 예를 들어 영어 모국어 화자가 한국어나 아랍어를 물리 키보드로 입력하기는 어렵기 때문이다.
문법 학습에서는 한 문장의 빈칸 속에 단어를 채워넣는다.
학습자의 발음을 평가하기 위해 마이크가 필요하다.
이 단계들을 모두 마친 후에 마일스톤 단계에서는, 다음 대단원으로 넘어갈 수 있는가를 살펴본다.

### 점수
로제타 스톤은 학습자가 학습한 내용에서 틀리거나 맞은 정도에 따라 점수를 매긴다. 맞으면 번호판이 초록색, 틀리면 주황색으로 변한다.

## 소프트웨어 버전
현재 로제타 스톤은 버전 5까지 나온 상태이다.

### 버전 1
1996년, 로제타 스톤이 10개의 언어팩에서 시작되었다.(영어,독일어,한국어,프랑스어,네덜란드어,이탈리아어,중국어,포르투갈어,러시아어,스페인어).
그 후, 페어필드 랭귀지 테크놀로지사는 아랍어, 에스페란토어, 히브리어, 인도네시아어, 일본어, 스와힐리어, 태국어, 베트남어 개발을 시작했다. 얼마 지나지 않아 일본어, 태국어, 베트남어 개발이 완료되었다.
버전 1의 마지막 지원 언어팩은 라틴어, 히브리어, 폴란드어, 아랍어, 인도네시아어, 일본어, 스와힐리어, 태국어, 베트남어, 포르투갈어, 영어, 독일어, 한국어, 프랑스어, 이탈리아어,중국어,러시아어, 스페인어가 있다. 에스페란토어는 출시되지 못했다.
이 버전의 로제타 스톤은 맥 os 7.0 이상, windows 3.1 이상에서 구동된다.

### 버전 2
이 버전에서는 60,000개의 단어와 720개의 구를 추가시켰다.

### 버전 3
로제타 스톤 버전 3은 디자인 개선과 말하기 학습 기능이 크게 개선되었다. 그러나 버전 1,2의 언어팩을 쓸 수 없다. 마지막 버전은 3.4.7이며 3.4 이상 버전부터는 버전 4용 언어팩을 완벽히 쓸 수 있다.

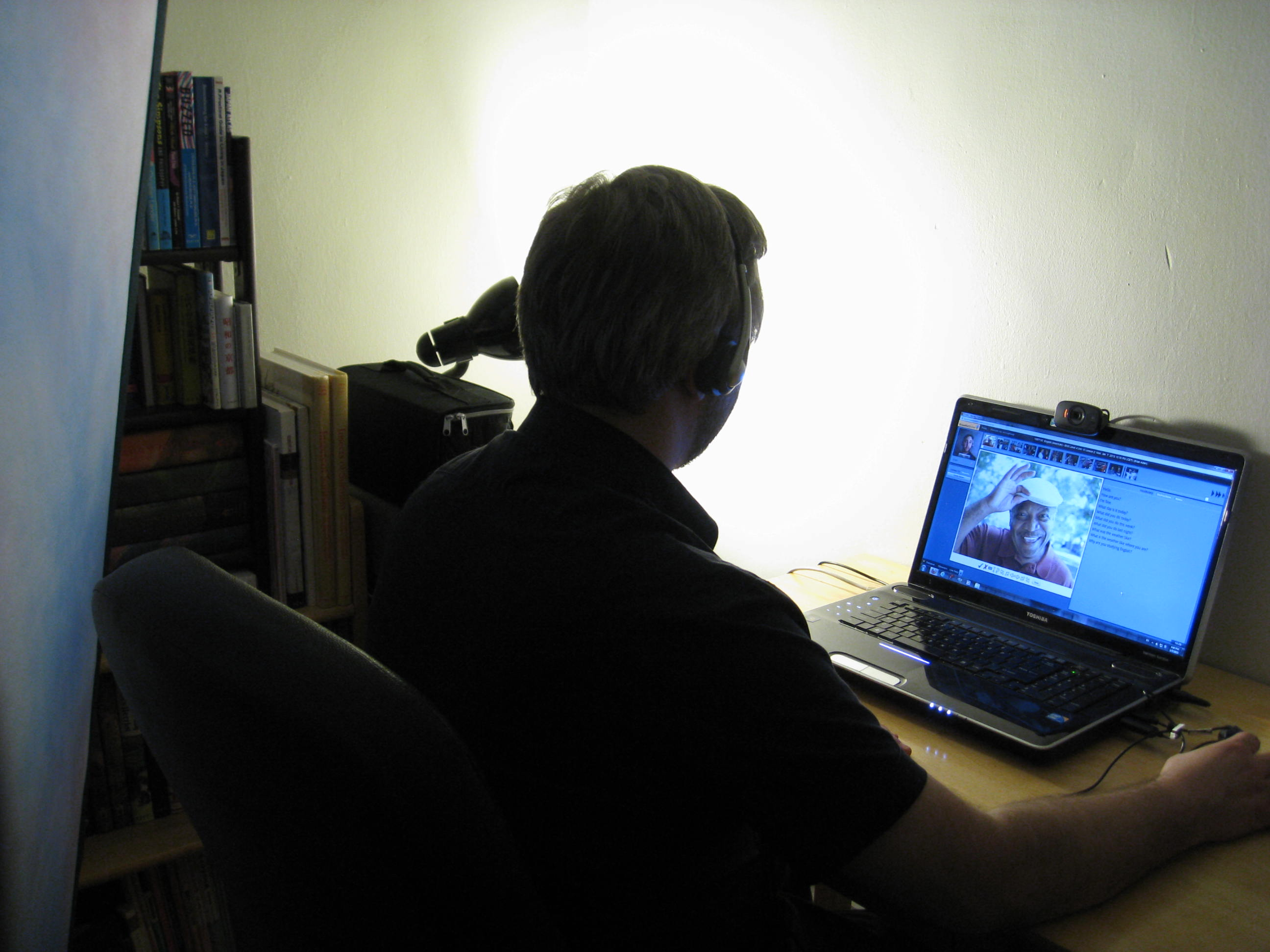
로제타 스튜디오를 통해 학습자가 선생과 대화하고 있다.

### 버전 4 토탈리
버전 4부터는 온라인 학습이 가능해졌으며 사용자를 인터넷 계정으로 분류하기 시작한다. 모바일 용도 출시되었다. 버전 3의 언어팩을 호환하나 반대로 버전 4의 언어팩은 3.4미만에서는 버전 4의 언어팩을 쓸 수 없다.

## 언어 과정
2024년 10월 현재 로제타에서 제공하는 언어 교육 과정은 25개 언어이다. 각 언어 과정에는 CD-ROM이나 다운로드를 통해 제공되는 자체 언어 팩이나 온라인 구독이 필요하다.
| 언어                       | 판본 | 1단계 | 2단계 | 3단계 | 4단계  | 5단계  | 음향 동반자 |
| -------------------------- | ---- | ----- | ----- | ----- | ------ | ------ | ----------- |
| 스페인어 (라틴 아메리카)   | v4   | 예    | 예    | 예    | 예     | 예     | 예          |
| 스페인어 (스페인)          | v4   | 예    | 예    | 예    | 예     | 예     | 예          |
| 프랑스어                   | v4   | 예    | 예    | 예    | 예     | 예     | 예          |
| 이탈리아어                 | v4   | 예    | 예    | 예    | 예     | 예     | 예          |
| 독일어                     | v4   | 예    | 예    | 예    | 예     | 예     | 예          |
| 영어 (미국식)              | v4   | 예    | 예    | 예    | 예     | 예     | 예          |
| 영어 (영국식)              | v4   | 예    | 예    | 예    | 예     | 예     | 예          |
| 아랍어 a                   | v4   | 예    | 예    | 예    | 아니요 | 아니요 | 예          |
| 중국어 (만다린)            | v4   | 예    | 예    | 예    | 예     | 예     | 예          |
| 네덜란드어                 | v4   | 예    | 예    | 예    | 아니요 | 아니요 | 예          |
| 파르시 (페르시아어) (이란) | v4   | 예    | 예    | 예    | 아니요 | 아니요 | 예          |
| 그리스어                   | v4   | 예    | 예    | 예    | 아니요 | 아니요 | 예          |
| 히브리어 b                 | v4   | 예    | 예    | 예    | 아니요 | 아니요 | 예          |
| 힌디어                     | v4   | 예    | 예    | 예    | 아니요 | 아니요 | 예          |
| 아일랜드어                 | v4   | 예    | 예    | 예    | 아니요 | 아니요 | 예          |
| 일본어                     | v4   | 예    | 예    | 예    | 아니요 | 아니요 | 예          |
| 한국어                     | v4   | 예    | 예    | 예    | 아니요 | 아니요 | 예          |
| 라틴어                     | v3   | 예    | 예    | 예    | 아니요 | 아니요 | 예          |
| 폴란드어                   | v4   | 예    | 예    | 예    | 아니요 | 아니요 | 예          |
| 포르투갈어 (브라질)        | v4   | 예    | 예    | 예    | 아니요 | 아니요 | 예          |
| 러시아어                   | v4   | 예    | 예    | 예    | 예     | 예     | 예          |
| 스웨덴어                   | v4   | 예    | 예    | 예    | 아니요 | 아니요 | 예          |
| 타갈로그어 (필리핀어)      | v4   | 예    | 예    | 예    | 아니요 | 아니요 | 예          |
| 튀르키예어                 | v4   | 예    | 예    | 예    | 아니요 | 아니요 | 예          |
| 베트남어                   | v4   | 예    | 예    | 예    | 아니요 | 아니요 | 예          |

- ^a  현대 표준 아랍어는 중동과 북아프리카에서 쓰이는 문어로서 구어가 아니다. 아랍어의 변종 문서 참조.
- ^b  성경 히브리어가 아닌, 현대 히브리어를 가르친다.

### 음향 동반자
음향 동반자, Audio Companion

### 소멸 위기 언어 과정
소멸 위기 언어 과정은 이눅티투트어와 같은 소멸위기어를 보호하기 위해 미국의 일부 대학에 보급해 학습시키는 프로그램이다.
| 언어         | 단체                                    | 판본 | 1단계 | 2단계  | 3단계  | 4단계  | 5단계  | 음향 동반자 |
| ------------ | --------------------------------------- | ---- | ----- | ------ | ------ | ------ | ------ | ----------- |
| 치티머샤어   | 미국 루이지애나주 치티머샤족            | v2   | 예    | 예     | 아니요 | 아니요 | 아니요 | 아니요      |
| 이눅티투트어 | Torngasok Cultural Centre               | v2   | 예    | 아니요 | 아니요 | 아니요 | 아니요 | 아니요      |
| 이누피아크어 | NANA Corporation                        | v2   | 예    | 예     | 예     | 아니요 | 아니요 | 아니요      |
| 나바호어     | Navajo Language Renaissance             | v2   | 예    | 예     | 아니요 | 아니요 | 아니요 | 아니요      |
| 모호크어     | Kanien’kehá:ka Onkwawén:na Raotitióhkwa | v2   | 예    | 예     | 아니요 | 아니요 | 아니요 | 아니요      |

로제타 스톤은 현재 오지브웨이어의 밀랙스 사투리와 Chikashshanompa'(Chickasaw어) 및 Chamtéela(Luiseño어)에 대한 프로젝트를 진행하고 있다. 로제타 스톤은 Diné Bizaad(나바호어), Kanien'kéha(모호크어), Sitimaxa(치티머샤어), 이누피아크어(해안), 이누피아크어(코북, 알래스카(Kobuk, Alaska)/셀라윅, 알래스카(Selawik, Alaska)), 이누피아크어(알래스카 북쪽 경사)를 비롯한 원주민 언어를 지원해 왔다.

## 수용 및 효능

### 수상

#### 2011
2월 로제타스톤 고객 서비스 및 세일즈 3개 분야 스티비 어워드수상

#### 2010
스마트CEO 퓨쳐50 선정
엘로쿠아 마키즈 어워드(Eloqua Markies Award) 마케팅 세일즈 BFF 부문
딜로이트 테크놀러지 패스트 500 선정
워싱턴DC지역 급성장 기업중, 퓨쳐 50 위너(Future 50 Winner) 인증

#### 2009
브라이언 헬먼(Brian Helman) CFO 워싱턴 비즈니스 저널 선정 테크놀러지분야 올해의 CFO 상 수상
로제타 스톤 톰 아담스(Tom Adams) 대표이사 언스트&영 올해의 기업가상 수상(전체부문, 리테일 및 소비재 제품 부문)
미국 비지니스 어워드 올해의 경영인 상 수상
코디 기업성취상 수상

#### 2008
딜로이트 테크놀러지 선정 패스트 500대 기업 선정
코디 기타 커리큘럼 부문 '최고 학습 솔루션상' 및 '최고 기업용 러닝 솔루션상' 수상

## 같이 보기
- 원격 교육
- 듀오링고
- 전자 학습
- 문법 교수
- 언어 교수법
- 노스슬로프군
- 언어 자율 학습 프로그램 목록
- 바벨 (언어 학습)
- 몬들리